# Moreiranula moreirae
Moreiranula moreirae is een hooiwagen uit de familie Gonyleptidae.